# Vaskjala
Vaskjala is een plaats in de Estlandse gemeente Rae, provincie Harjumaa. De plaats heeft de status van dorp (Estisch: küla).

## Bevolking
Het dorp had 610 inwoners op 31 december 2011 en 733 inwoners op 31 december 2021.

## Ligging
Bij Vaskjala ligt een stuwmeer in de rivier Pirita. De plaats is ook het beginpunt van het Vaskjala-Ülemistekanaal, dat water levert aan het Ülemistemeer, het belangrijkste drinkwaterreservoir van de Estische hoofdstad Tallinn. Het riviertje Leiva stroomt langs de noordgrens van het dorp.